# Gran Vía de Montero Ríos
La Gran Vía de Montero Ríos es una avenida de la ciudad española de Pontevedra situada en el centro de la ciudad, en el ensanche burgués del siglo XIX. Es una de las avenidas más emblemáticas de Pontevedra.

## Origen del nombre
La avenida recibió el nombre de Gran Vía por ser la más ancha de la ciudad en el momento de su creación. Posteriormente, la avenida fue dedicada a Eugenio Montero Ríos (1832-1914), por su gran actividad política en favor de Pontevedra.

## Historia
La Gran Vía de Montero Ríos, originalmente conocida como la Gran Vía, fue ideada en la década de 1870 para conectar la Alameda de Pontevedra con los terrenos del antiguo campo de la feria. Su diseño se incluyó en el proyecto encargado por el Ayuntamiento en 1880 al arquitecto Alejandro Sesmero para la ordenación y urbanización de la Alameda y fue destinada a acoger los suntuosos edificios institucionales representativos de la Restauración.
En 1884, la Diputación Provincial de Pontevedra compró al Ayuntamiento de Pontevedra los terrenos donde se ubica el Palacio de la Diputación de Pontevedra. El palacio fue diseñado por Alejandro Sesmero y su padre Domingo Sesmero. Las obras comenzaron el 1 de marzo de 1884 y duraron hasta el 8 de noviembre de 1890.
También en la década de 1880, el Ayuntamiento de Pontevedra compró a la familia Munaiz la finca situada más al oeste de la Gran Vía, un terreno que aún estaba vacío, con el fin de construir un edificio para la nueva Escuela de Artes y Oficios. El edificio fue diseñado por el arquitecto Arturo Calvo Tomelén, que se hizo cargo del proyecto en 1895. El edificio se inauguró en 1901.
El 22 de noviembre de 1891 se acordó darle a la nueva avenida la denominación de Gran Vía y en 1892 se aprobó una moción para que se llevasen a cabo las obras de urbanización. En 1893 se realizaron las obras y en 1894, año en que se finalizó el terraplén entre la Gran Vía y la Alameda, el arquitecto municipal Siro Borrajo Montenegro comunicó al ayuntamiento de Pontevedra que las obras estaban terminadas y que se podía proceder a su recepción.
En 1905 se inició la construcción del nuevo edificio del Instituto Provincial de Pontevedra junto a las ruinas del Convento de Santo Domingo. El edificio, diseñado por los arquitectos Joaquín Rojí López-Calvo y José Lorite Kramer, se terminó a principios de 1926, con más retraso del previsto debido a la crisis económica. El instituto fue inaugurado el 27 de septiembre de 1927 por el rey Alfonso XIII durante una visita a Pontevedra.
En agosto de 1941, el Ayuntamiento de Pontevedra cedió al gobierno franquista un solar al final de la Gran Vía para la construcción de un monumento a la memoria de los soldados muertos por la patria. Se construyó una gran cruz, al estilo de las erigidas en la misma época en toda España.

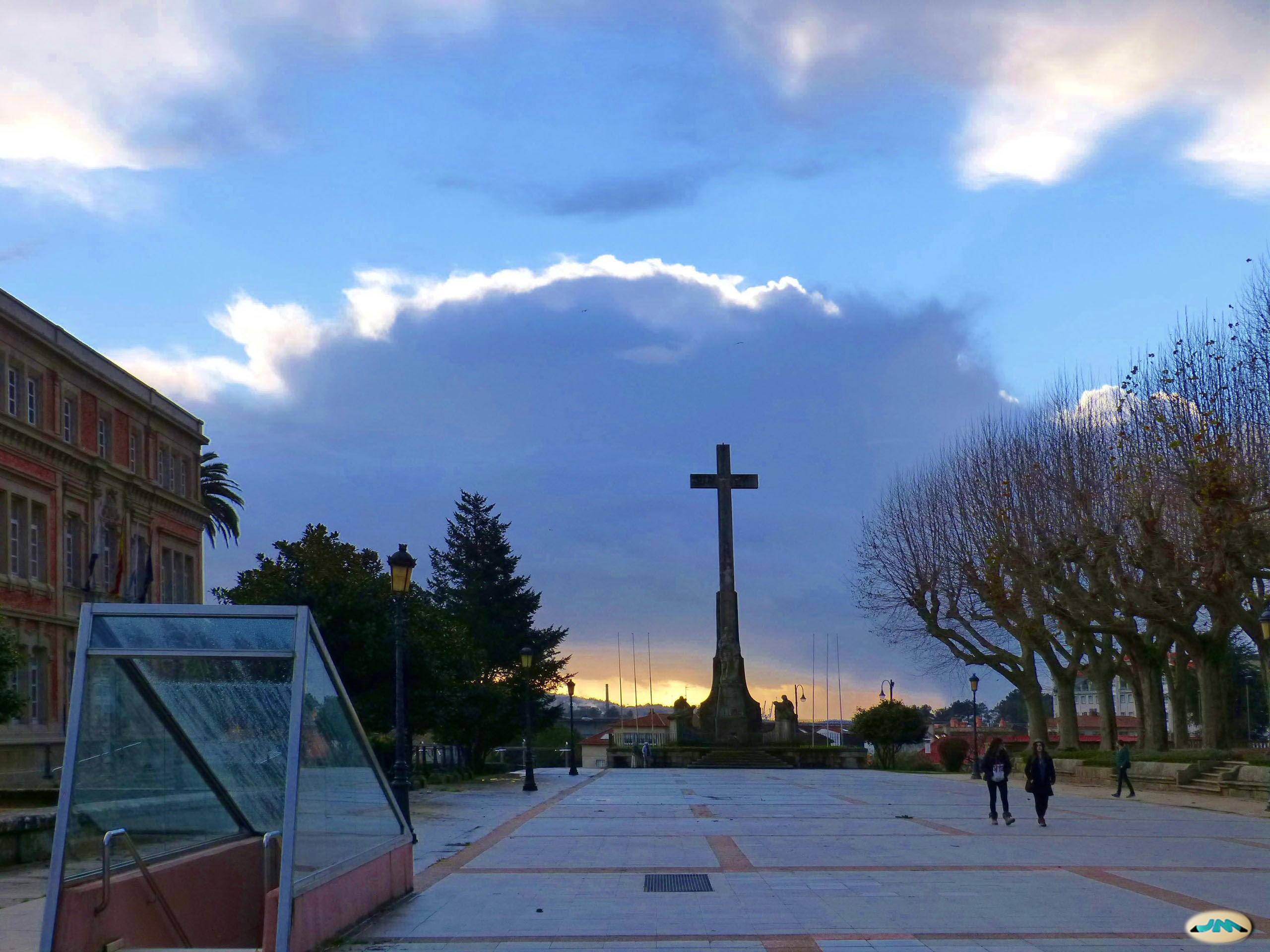
Gran Vía de Montero Ríos, parte final de la avenida

En julio de 1984 se finalizó el proyecto para la construcción del primer aparcamiento subterráneo de la ciudad bajo la Gran Vía de Montero Ríos, con capacidad para 376 vehículos. El 23 de marzo de 1985 se levantó y retiró la antigua Cruz de los Soldados caídos por la Patria para realizar las obras del aparcamiento, que fue inaugurado el 12 de diciembre de 1985 y la avenida se convirtió en la segunda vía peatonal de la ciudad después de la calle de la Oliva.
El 12 de agosto de 1986 se inauguró el Monumento al soldado al final de la Gran Vía de Montero Ríos, por iniciativa del alcalde José Rivas Fontán. El Ayuntamiento de Pontevedra optó por mantener la cruz de los años 1940 y completarla con un conjunto escultórico para convertir el homenaje a los soldados muertos por la patria en Monumento al Soldado.
El 25 de abril de 1996, la avenida pasó a denominarse Gran Vía de Montero Ríos, retomando el nombre tradicional de Gran Vía.
En 2001 se realizaron obras en el aparcamiento subterráneo y se reformó completamente la Gran Vía de Montero Ríos con un nuevo pavimento. La reforma se inauguró el 28 de junio de 2001.

## Descripción
Es una avenida llana en el centro de la ciudad con un trazado recto de 315 metros. Su anchura media es de 24 metros.
Se trata de una avenida peatonal pavimentada situada en el ensanche burgués del siglo XIX de la ciudad, que finaliza con el Monumento al Soldado. En esta avenida se encuentran muchos de los edificios institucionales más importantes de la ciudad, como el Palacio de la Diputación Provincial de Pontevedra, el edificio de la antigua Escuela Normal de Pontevedra y Escuela de Artes y Oficios, el Instituto Provincial de Enseñanza Media y las ruinas del Convento de Santo Domingo.

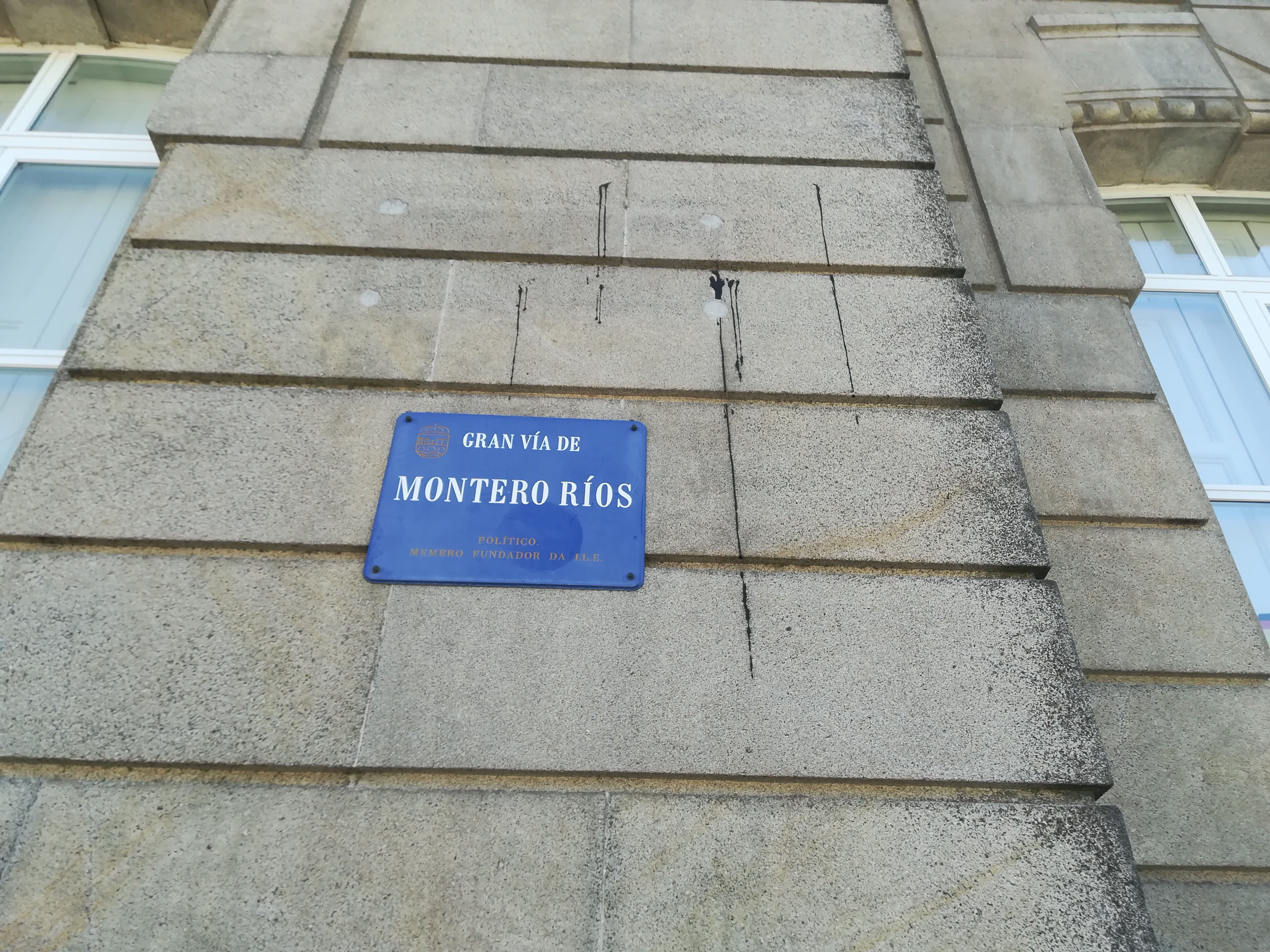
Placa de la Gran Vía de Montero Ríos

La Gran Vía de Montero Ríos comienza en el este en la intersección de la Plaza de España y la calle Marqués de Riestra y termina en el oeste, con escaleras y desniveles que descienden hasta la Avenida de la Reina Victoria. Limita al norte con la Alameda de Pontevedra y tiene un aparcamiento subterráneo debajo.
Al final de la Gran Vía de Montero Ríos, en el lado oeste, se encuentra el Monumento al soldado, obra del escultor Alfonso Vilar Lamelas. Se trata de un conjunto escultórico de 60 toneladas de peso, formado por una cruz y un grupo escultórico cuyas dimensiones totales son 16 metros de altura, 8,20 metros de anchura y 3,40 metros de profundidad. Las dimensiones de los grupos escultóricos son 3,45 m de altura, 2,10 m de anchura y 1,05 m de profundidad. La cruz está revestida de piedra y tiene una estructura de metal y hormigón. Bajo la cruz hay un grupo escultórico de granito que representa a un soldado herido, asistido por dos compañeros de pie. A ambos lados de la cruz hay otros dos grupos esculpidos con el mismo tema, pero con soldados moribundos asistidos por otros soldados que se inclinan para cogerlos en brazos. El monumento está precedido por una escalinata y rodeado por una balaustrada.

## Edificios destacados
El Palacio de la Diputación de Pontevedra, situado en el centro de la Gran Vía de Montero Ríos, pertenece al estilo ecléctico con elementos y conceptos inspirados en la arquitectura francesa. Está construido en piedra, tiene planta cuadrada y dos pisos. La fachada está organizada simétricamente, con un cuerpo central ligeramente adelantado y dos laterales de sillería con almohadillado. Una gran escalinata conduce a la entrada principal, inspirada en un arco de triunfo, con arcos de medio punto enmarcados por columnas acanaladas con capiteles jónicos.

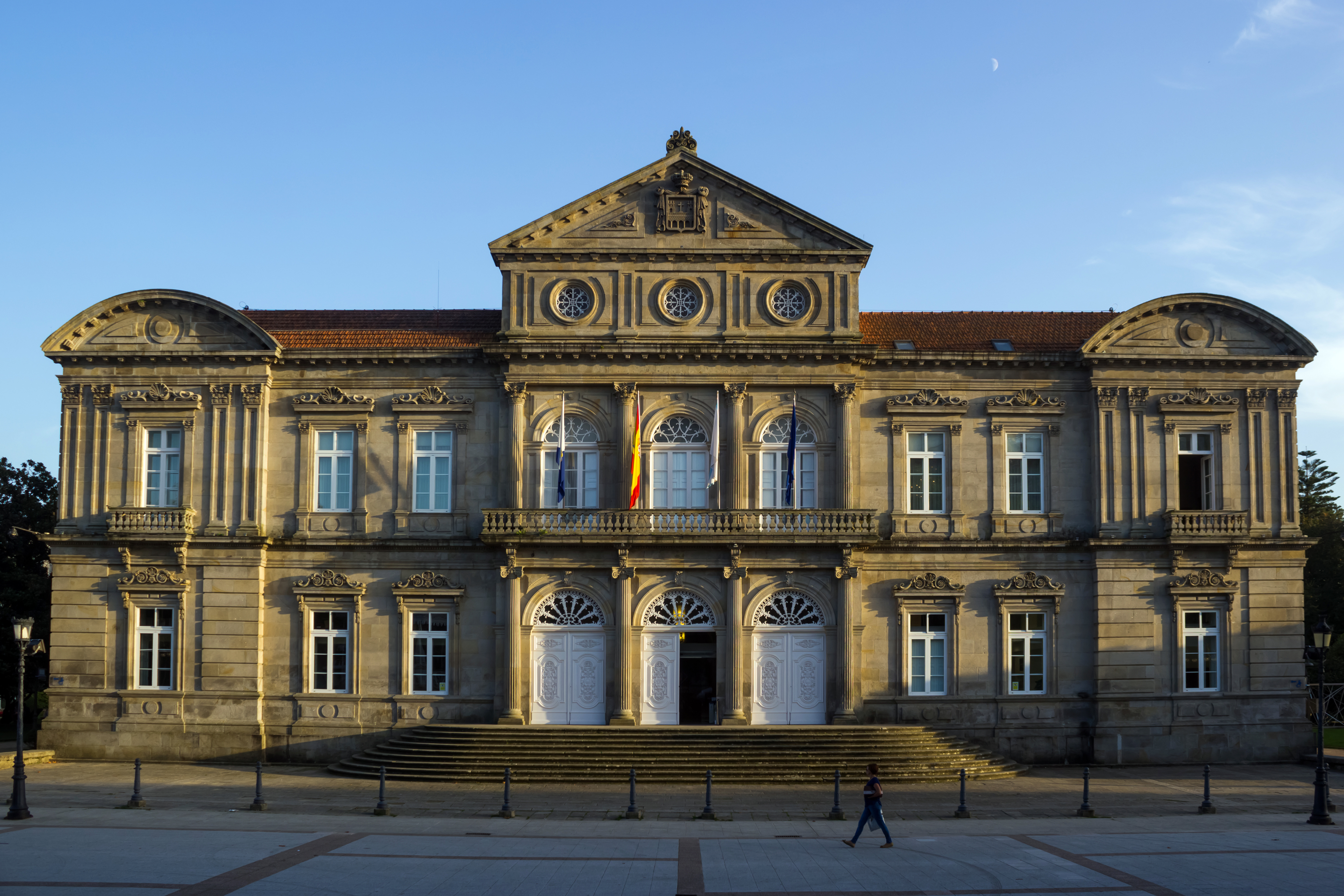
Palacio de la Diputación de Pontevedra.

El edificio de la antigua Escuela de Artes y Oficios de Pontevedra y de la Escuela Normal de Maestros de Pontevedra es un edificio de estilo ecléctico, de planta cuadrada, tres pisos y semisótano. Originalmente, el edificio tenía dos plantas y una planta retranqueada que posteriormente se transformó en una tercera planta completa. La fachada presenta el tradicional esquema bicolor de ladrillo fino rojizo y rosáceo y granito, con detalles decorativos de piedra alrededor de las ventanas y pilastras. Está rodeada por un zócalo de granito.
El edificio del Instituto de Enseñanza Secundaria Valle-Inclán es un ejemplo sobrio y elegante de los estilos ecléctico y modernista. Consta de sótano, planta baja y dos pisos. Destaca la decoración modernista de las fachadas, puertas y ventanas, así como la decoración de los dinteles de las ventanas y los lucernarios de la parte central del tejado. La decoración de la fachada consiste principalmente en motivos geométricos en las ventanas y puertas, motivos florales y pequeños círculos. El cuerpo central de la fachada de la entrada principal está decorado en estilo modernista: un gran ventanal con dintel curvo y ritmo geométrico secesionista. Tiene una torre en la que vivieron los directores de la escuela durante los primeros años de su existencia.
Las Ruinas del Convento de Santo Domingo son los vestigios de un convento e iglesia góticos del siglo XIV. Hoy, junto con otros cinco edificios, forman el Museo Provincial de Pontevedra y fueron declaradas Bien de Interés Cultural en 1895. Sólo se conserva la cabecera, con cinco capillas absidiales correspondientes al brazo transversal del transepto, que constituyen el ejemplo más puro de arquitectura gótica en Galicia.

## Galería de imágenes

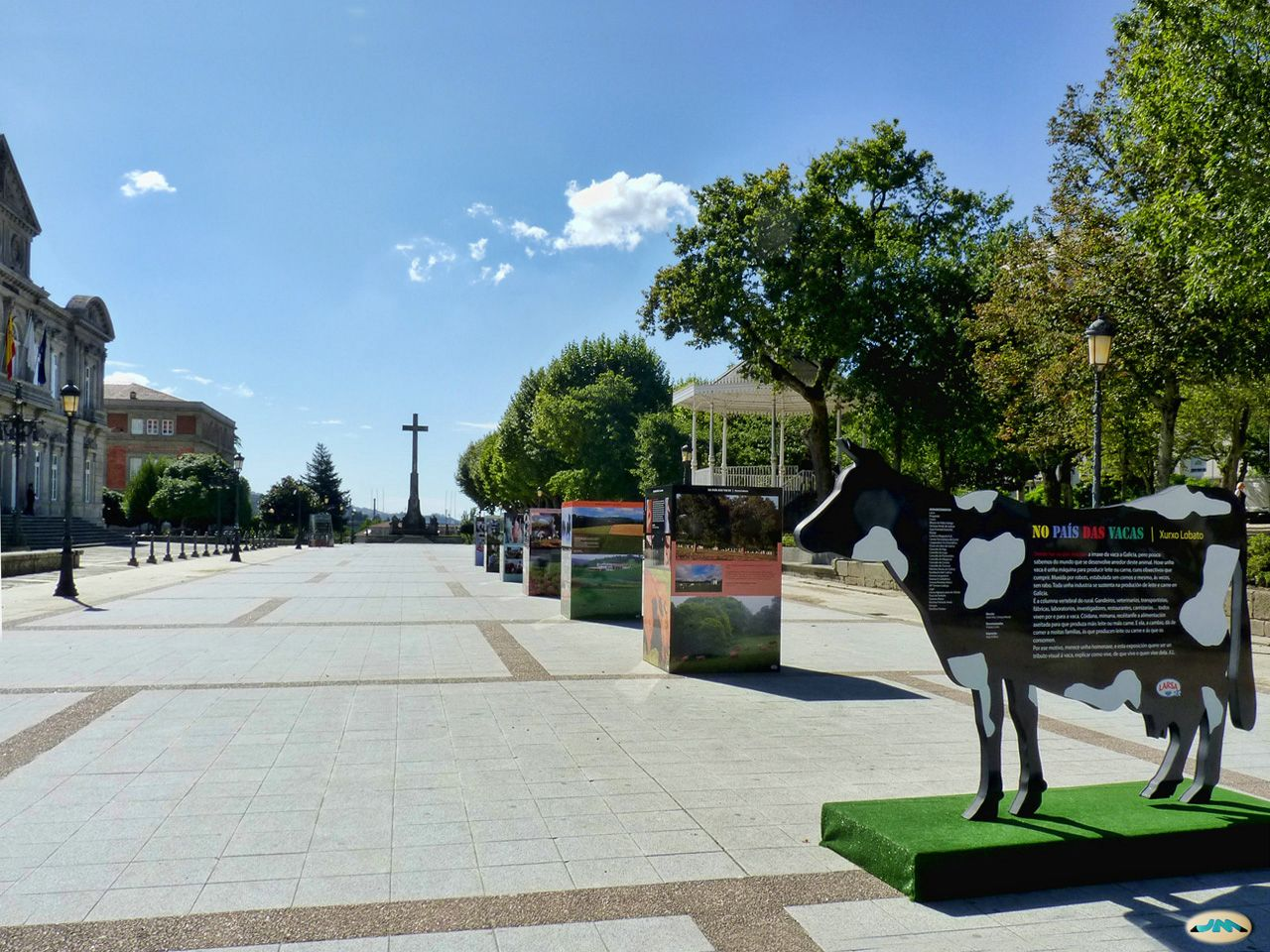
Exposición en la Gran Vía en 2012
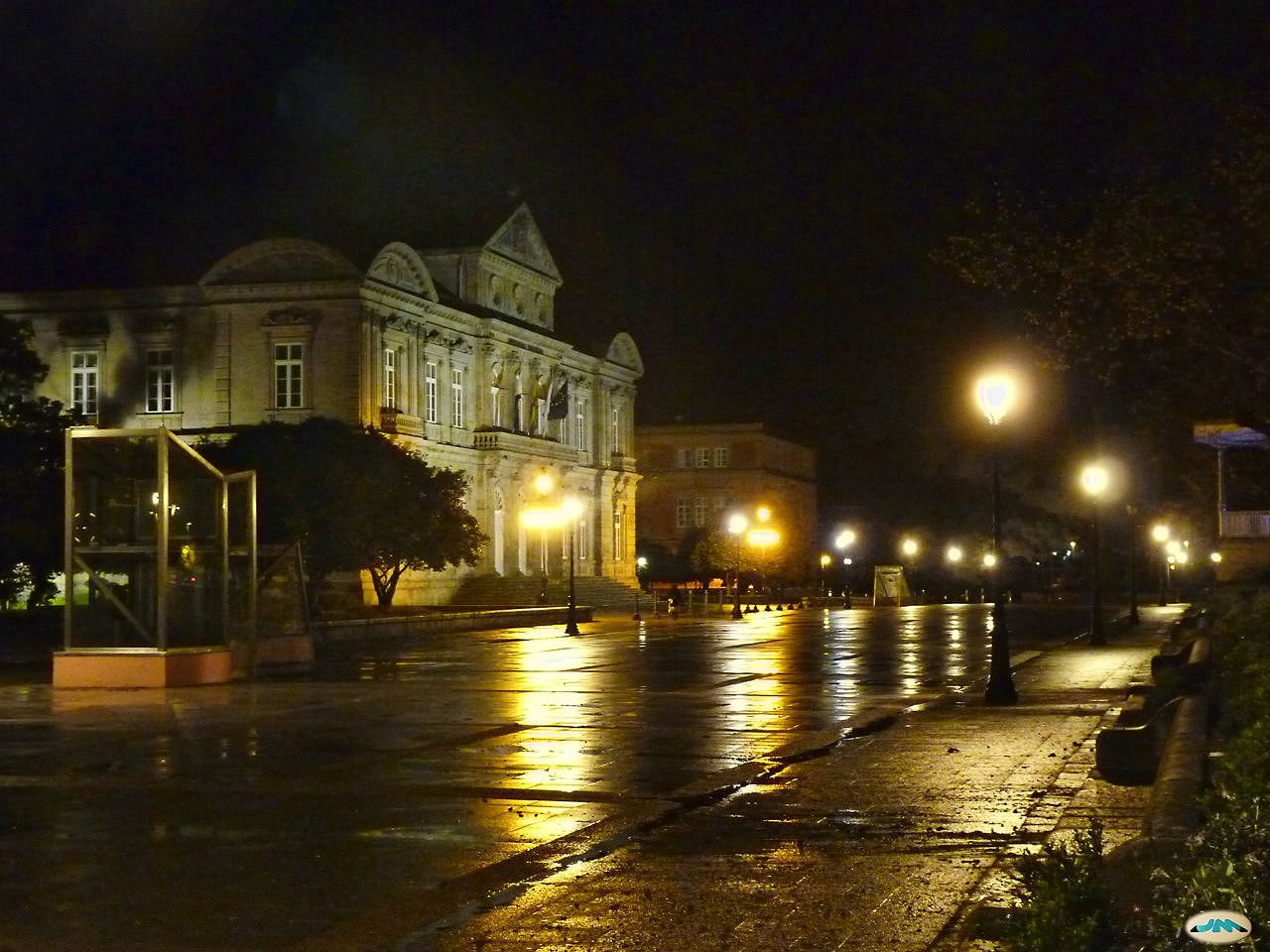
La Gran Vía de Montero Ríos de noche
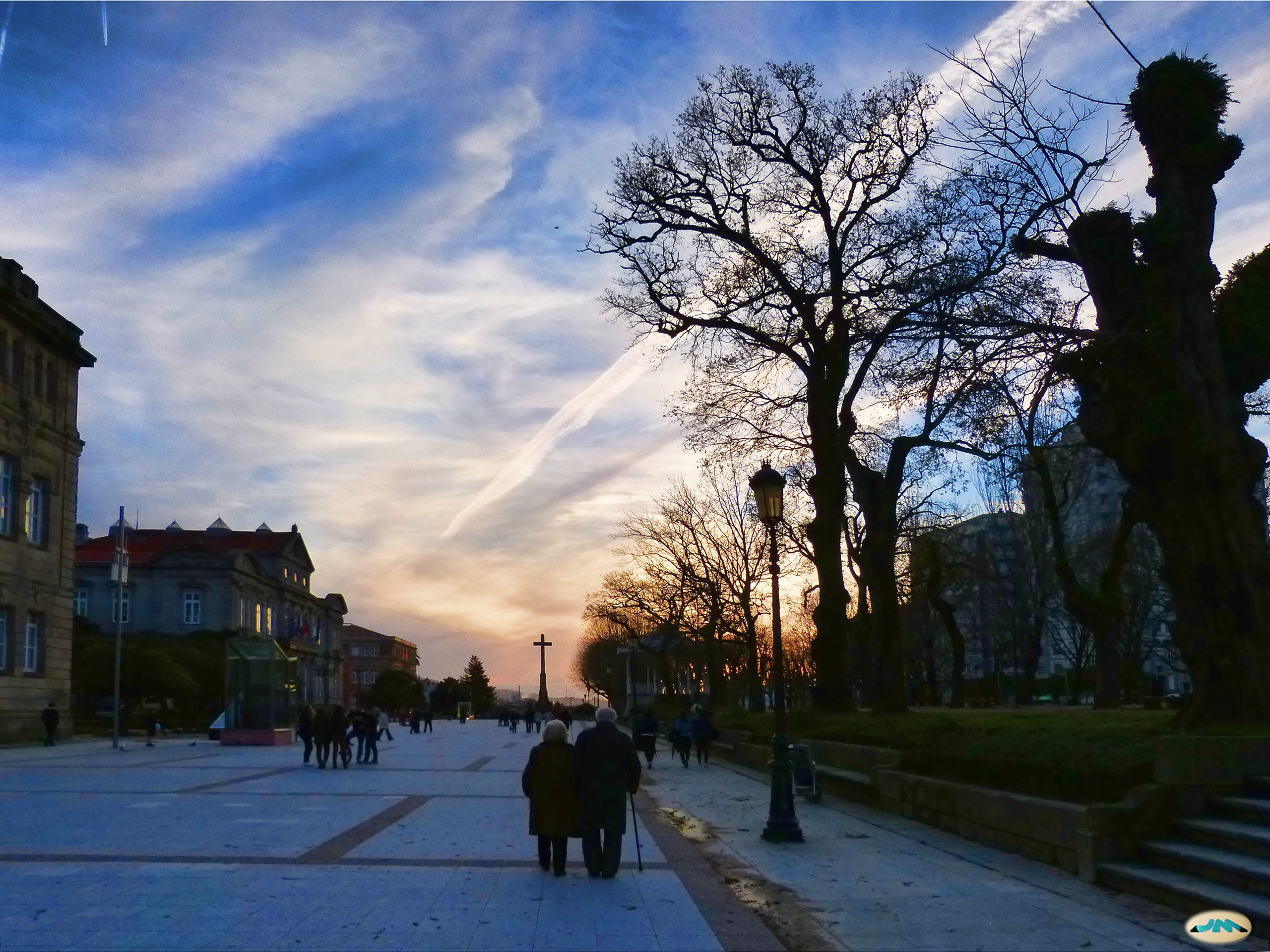
La Gran Vía al atardecer
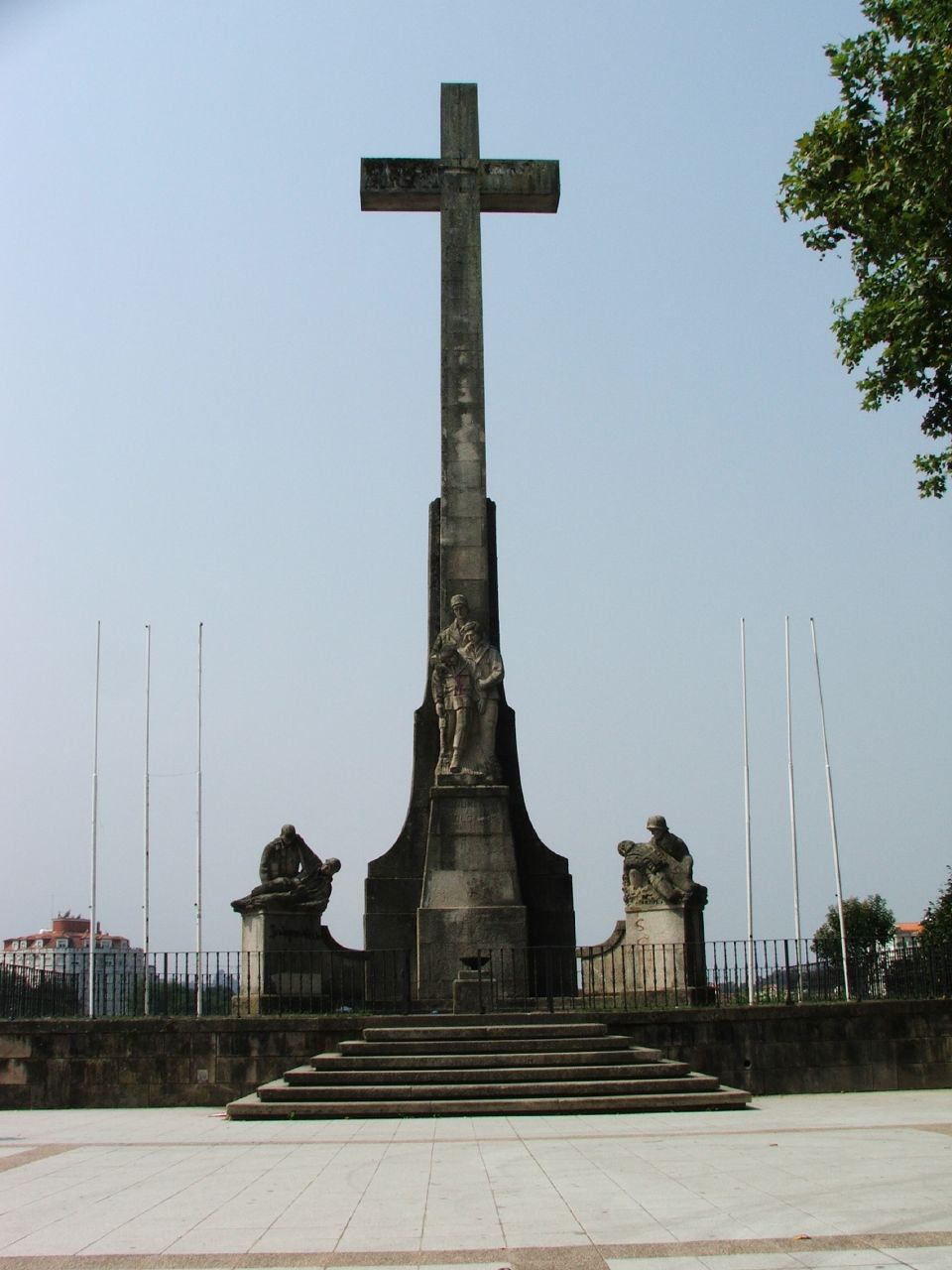
Monumento al soldado de Alfonso Vilar Lamelas (1986)
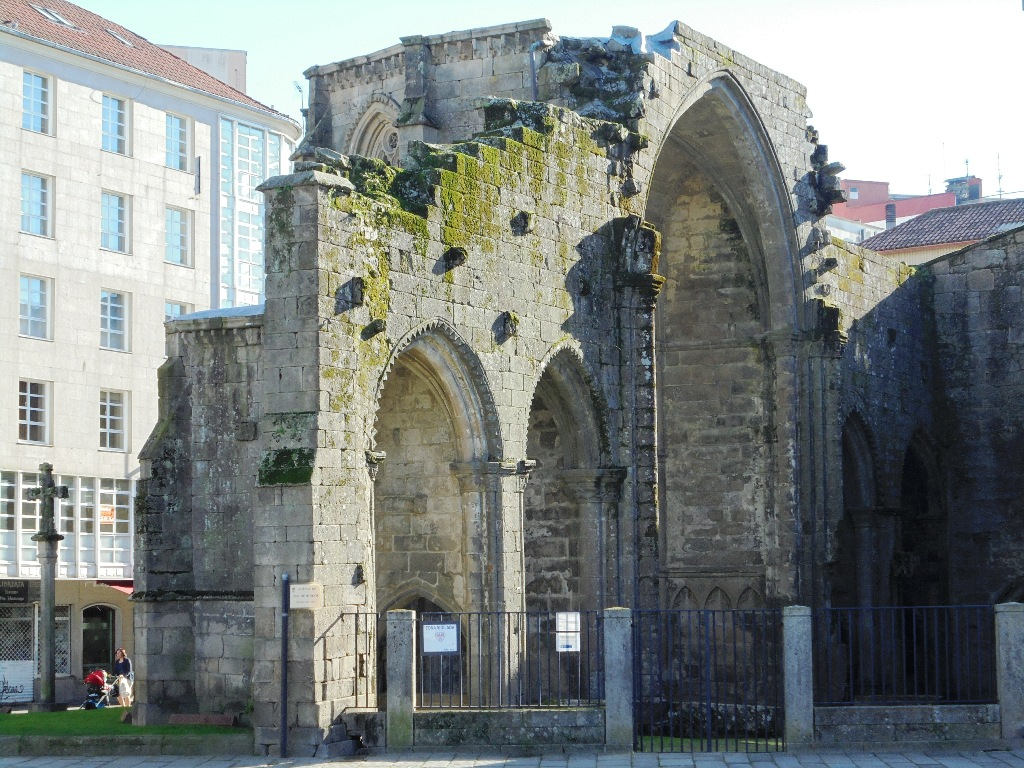
Ruinas de Santo Domingo
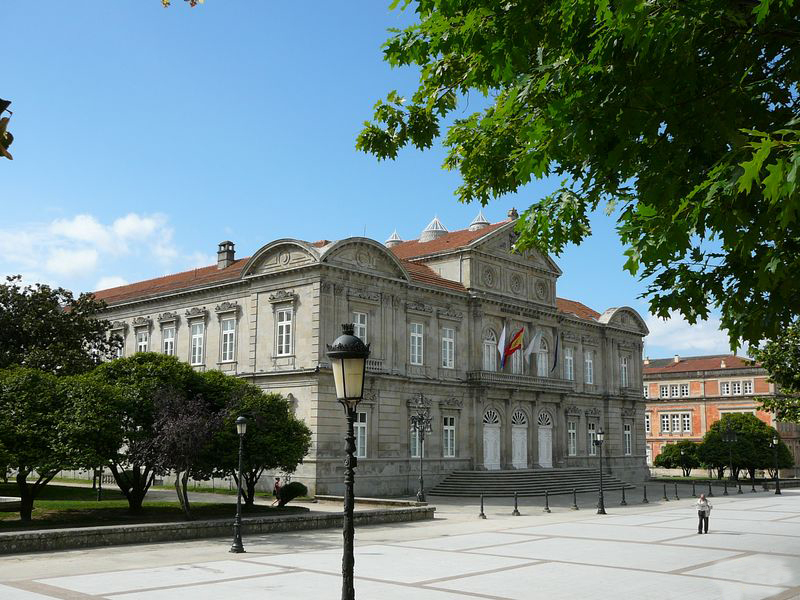
Palacio de la Diputación de Pontevedra
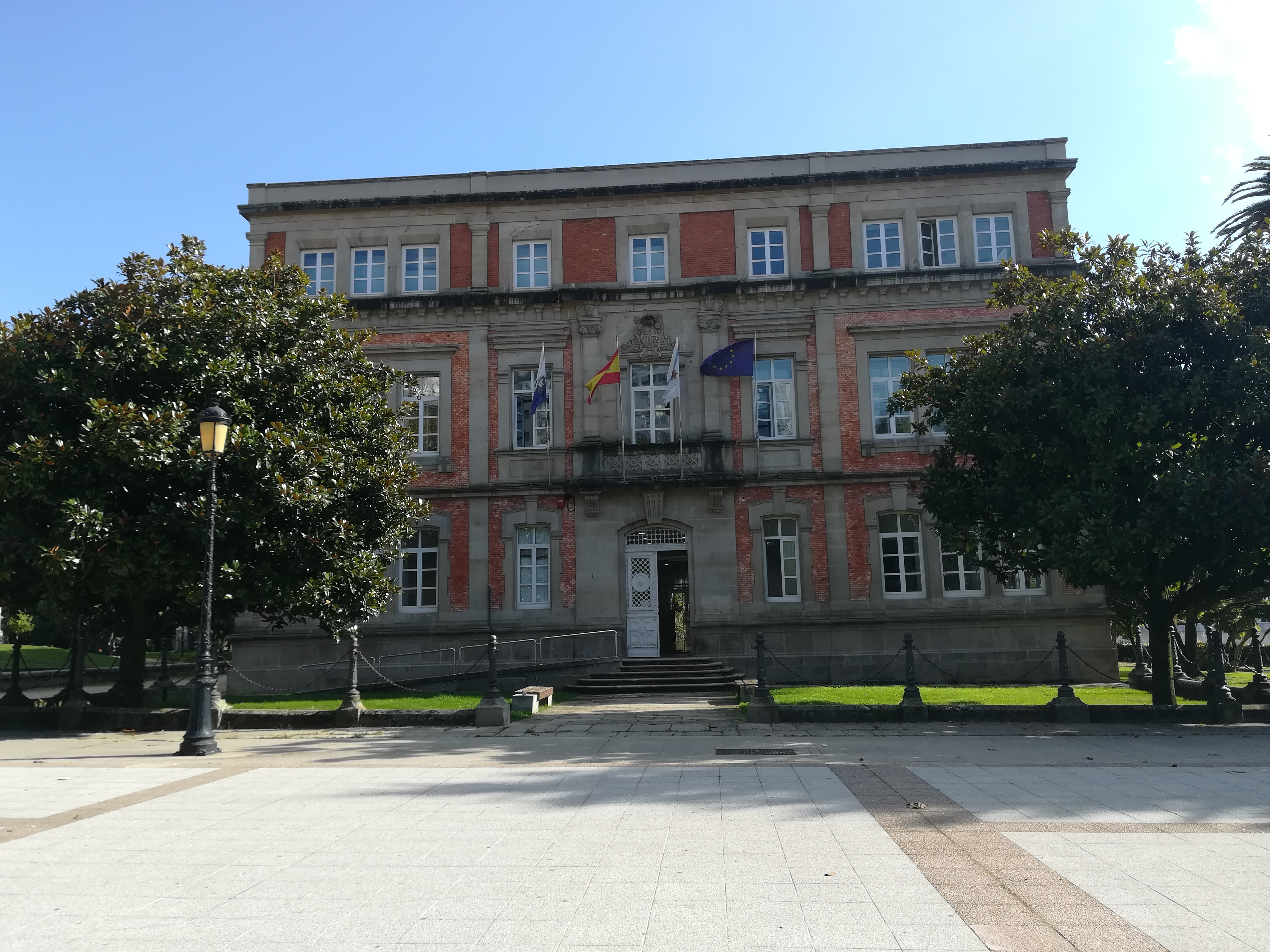
Edificio de la antigua Escuela Normal y Escuela de Artes y Oficios
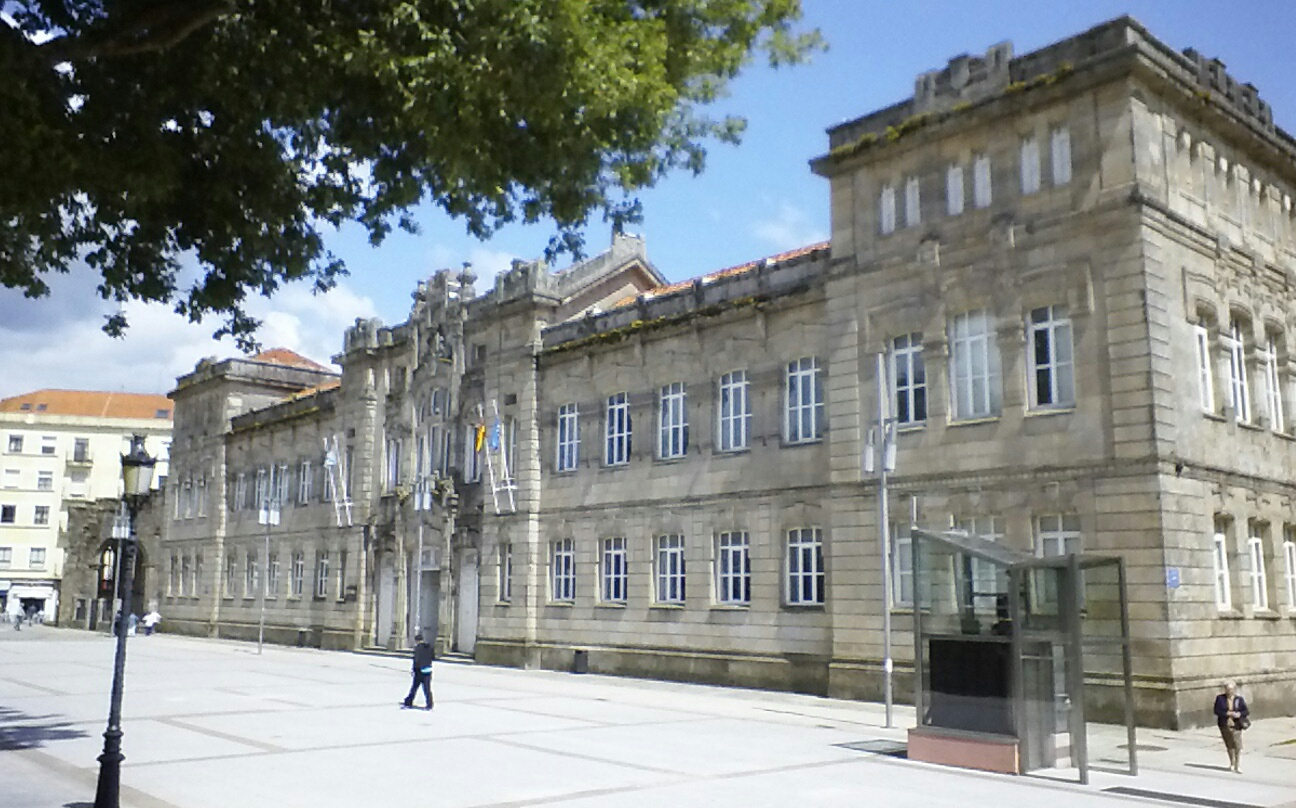
Edificio del Instituto Valle-Inclán
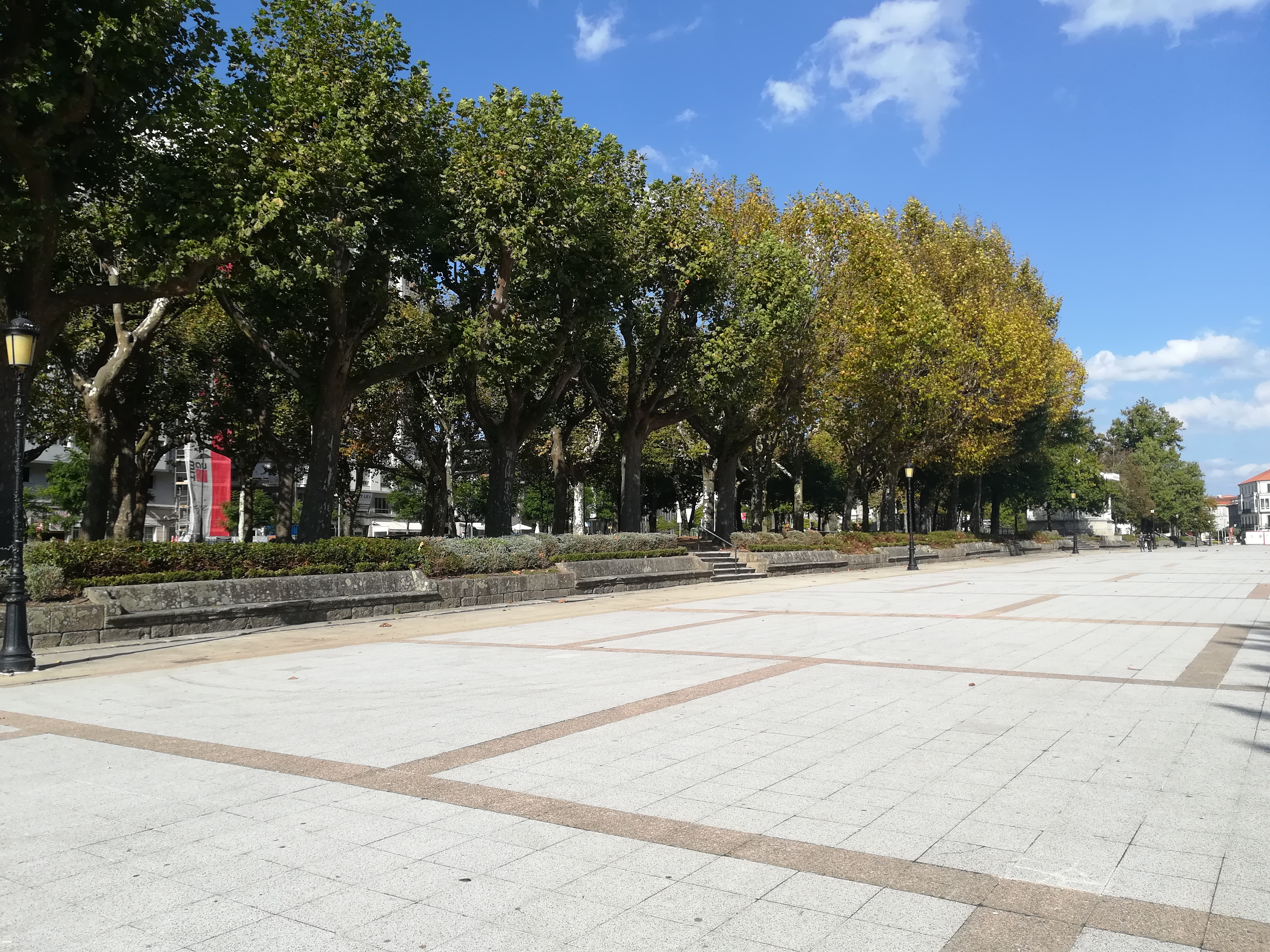
Vista general de la Gran Vía
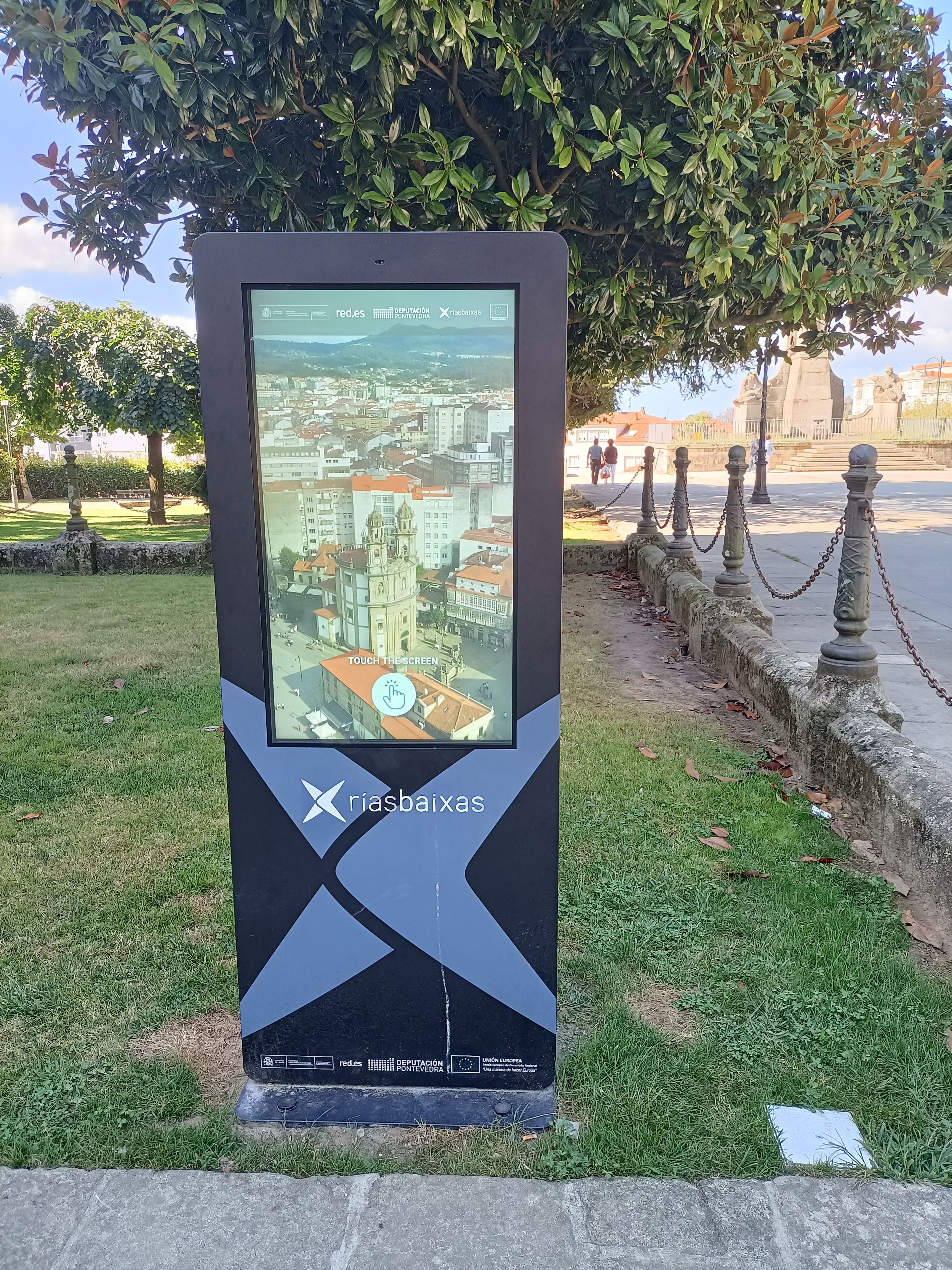
Pantalla turística de la ciudad